# Sart (Comblain-au-Pont)
Sart is een tegen de westkant van Poulseur aangegroeide plaats in de Belgische gemeente Comblain-au-Pont.
De plaats ligt in de provincie Luik.
Deelgemeente: Comblain-au-Pont · Poulseur

Overige kernen: Géromont · Halleux · Hoyemont · Mont · Oneux · Pont-de-Scay · Sart

Belgische gemeenten · arrondissement Verviers · provincie Luik · Wallonië